# Florida-Landboom

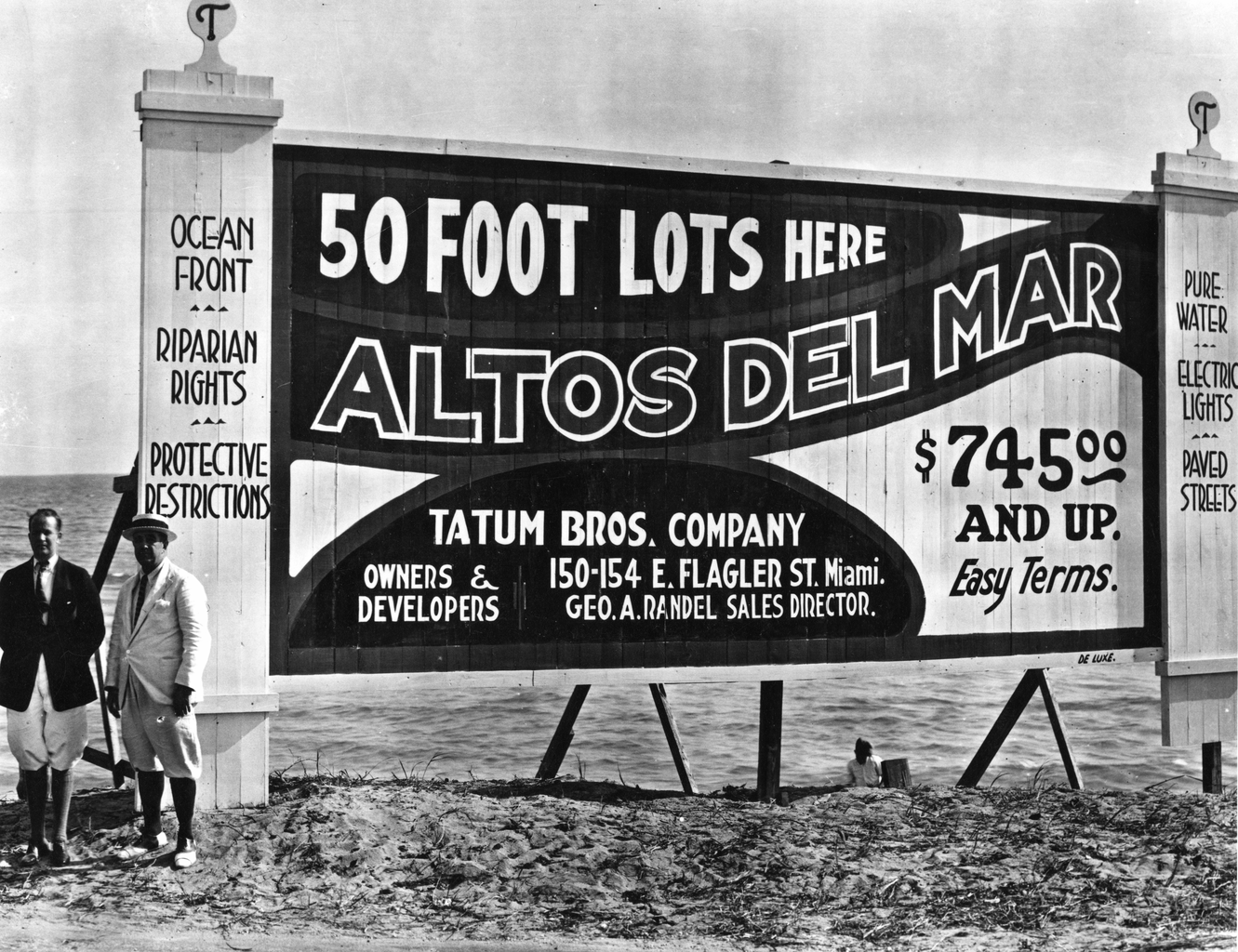
Grundstücksreklame, Altos del Mar, Florida, Mitte 1920er Jahre

Der Florida-Landboom (im Amerikanischen Great Florida Land Boom) war Floridas erste Immobilienblase. Sie platzte 1926 und hinterließ eine Reihe von auf dem Reißbrett geplanten neuen Städten und Entwicklungsprojekten, wie etwa die Isola di Lolando im Norden der Biscayne Bay. Durch die Gründung von Städten auf der grünen Wiese, die noch heute existieren, wurde Floridas Zukunft auf Jahrzehnte im Voraus beeinflusst.

## Vorgeschichte
Der Ölmagnat Henry Morrison Flagler begann mit der touristischen Erschließung Floridas im Jahr 1885. Er war der Erbauer der Bahnstrecke an Floridas Ostküste (Florida East Coast Railway), in deren Folge Städte wie West Palm Beach oder Miami entstanden. Am 22. Januar 1912 fuhr dann der erste Zug bis Key West. Flagler schuf eine Art amerikanische Riviera, was Touristen sowie Einwohner aus dem Norden nach Florida zog.
Der wirtschaftliche Wohlstand hat in den 1920er Jahren die Voraussetzungen für die sich entwickelnde Landspekulation in Florida geschaffen. Miami hatte sich ein Image eines Tropenparadieses erworben und Investoren aus den gesamten Vereinigten Staaten bekamen Interesse an Immobilien in Miami. Teilweise aufgrund der Fähigkeit von Landerschließern, für Publizität zu sorgen – wie etwa Carl G. Fisher aus Miami Beach, der Bekanntheit dadurch erlangte, dass er auf dem Time Square in New York City eine riesige beleuchtete Reklametafel mietete, die mitten im Winter besagte „It’s June In Miami“ – stiegen die Preise für Eigentum und aufgrund von Spekulationen begann ein Grundstücks- und Entwicklungsboom.

## Platzen der Blase
Im Januar 1925 wurden erste negative Pressestimmen laut. Das Forbes Magazine warnte davor, dass die Preise für Grundstücke in Florida lediglich auf der Erwartung basierten, einen späteren Käufer zu finden und nicht auf einem realen Landwert. New Yorker Bankiers und der Internal Revenue Service begannen unabhängig voneinander, den Immobilienboom Floridas als riesige Täuschungsoperation zu zerpflücken. Der Wunsch von Investoren nach hohen Spekulationsgewinnen wurde zunehmend illusionärer, weil sich neue Käufer nur schwer fanden. Das unausweichliche Platzen der Blase hatte begonnen.
Im Oktober 1925 versuchten die Eisenbahngesellschaften, die überstrapazierte Situation in Floridas Eisenbahnnetz zu verbessern und verhängten einen Bann auf alle Güter mit Ausnahme von Lebensmitteln, wodurch die steigenden Lebenshaltungskosten noch stärker wuchsen.  Neue Käufer blieben aus und deswegen endete die Preisspirale, die den Landboom angeheizt hatte. Die Tage, an denen Immobilien in Miami innerhalb eines Tages auf Versteigerungen zehnmal gekauft und wieder verkauft wurden, waren vorbei.
Am 10. Januar 1926 kenterte der rund 80 m lange Schoner Prinz Valdemar in der Einfahrt des Hafens von Miami. Das ehemalige dänische Kriegsschiff war auf dem Weg nach Florida, um in ein schwimmendes Hotel umgewandelt zu werden.
Die Eisenbahnen, die durch den Transportbedarf für Baumaterial und Lebensmittel ausgelastet waren, hoben ihre Frachtraten an. Da die Seeroute nach Miami blockiert war, begann das Gesicht Miamis als tropisches Paradies zu bröckeln. In seinem Buch Miami Millions schrieb Kenneth Ballinger, dass das Kentern der Prinz Valdemar vielen Leuten eine Menge Geld gerettet hat.
Im selben Jahr brachte der Miami-Hurrikan 1926 für viele angeschlagene Entwicklungsprojekte den Bankrott. Der Okeechobee-Hurrikan von 1928 und der Schwarze Freitag von 1929 waren weitere Eckpunkte für den Abwärtstrend der wirtschaftlichen Entwicklung des Bundesstaats und der „Landboom“ endete, noch bevor die Weltwirtschaftskrise richtig begann. Diese Rezession und das Eintreffen der Mittelmeerfruchtfliege trafen sowohl die Tourismusbranche als auch die Erzeuger von Zitrusfrüchten schwer, von denen Florida abhängig war. Innerhalb weniger Jahre wandelte sich ein idyllisches Tropenparadies in ein bleiches, feuchtes und abgelegenes Gebiet ohne wirtschaftliche Aussichten. Die Wirtschaft Floridas erholte sich erst nach dem Zweiten Weltkrieg. Eine Sonderstellung nahm Miami Beach ein. Hier wurden bereits Ende der 1930er Jahre viele neue Hotels eröffnet (Art-Deco Distrikt). Auch diente die Stadt als ein wichtiges Übungsplatz für viele amerikanische Soldaten.